# 明日風公園
明日風公園（あすかぜこうえん）は、札幌市手稲区にある公園。

## 沿革
手稲山口土地区画整理事業により基盤整備を開始。平成18年度に市民との意見交換会や周辺施設へのヒアリング調査などを基に公園計画案を作成し、平成19年度から平成21年度にかけて造成した。手稲山の自然景観と、手稲鉱山の歴史的な要素を設計のコンセプトにしている。当初の名称は曙西公園であったが、2007年（平成19年）10月に施行した住居表示と整合するため現在の名称に変更した。2011年（平成23年）に札幌市の一時避難場所に指定された。

## 施設
- メインエントランス広場
- 築山
- 幼児遊戯広場
  - 対象年齢3歳〜6歳
- 児童遊戯広場
  - 対象年齢6歳〜12歳
- 徒渉池
- テニスコート
  - 砂入り人工芝2面
- パークゴルフ場
  - 9ホール（計382 m、パー33）
  - コースの一部が雨水貯留池を利用して造成している

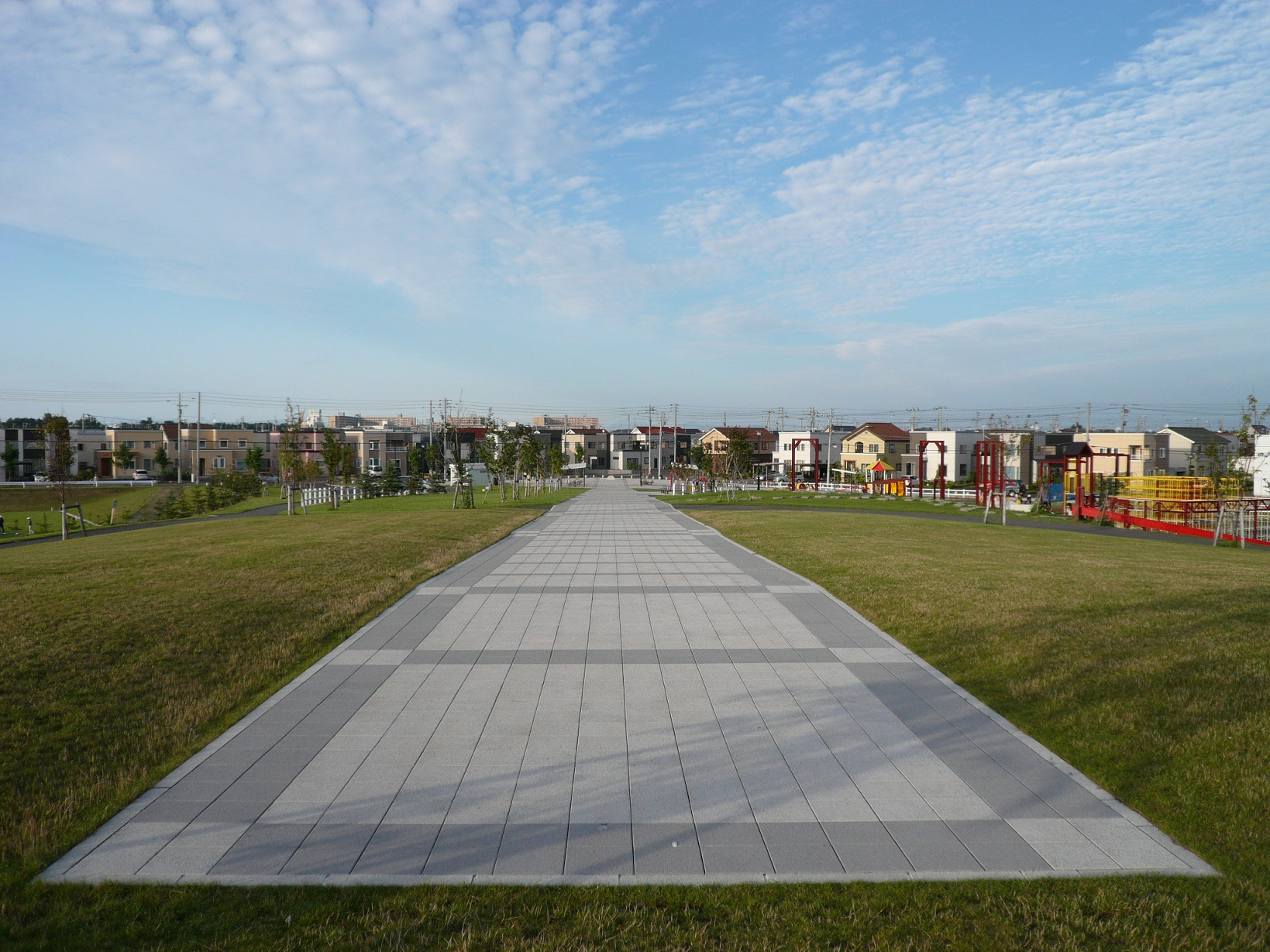
築山から見た園路（2010年8月）
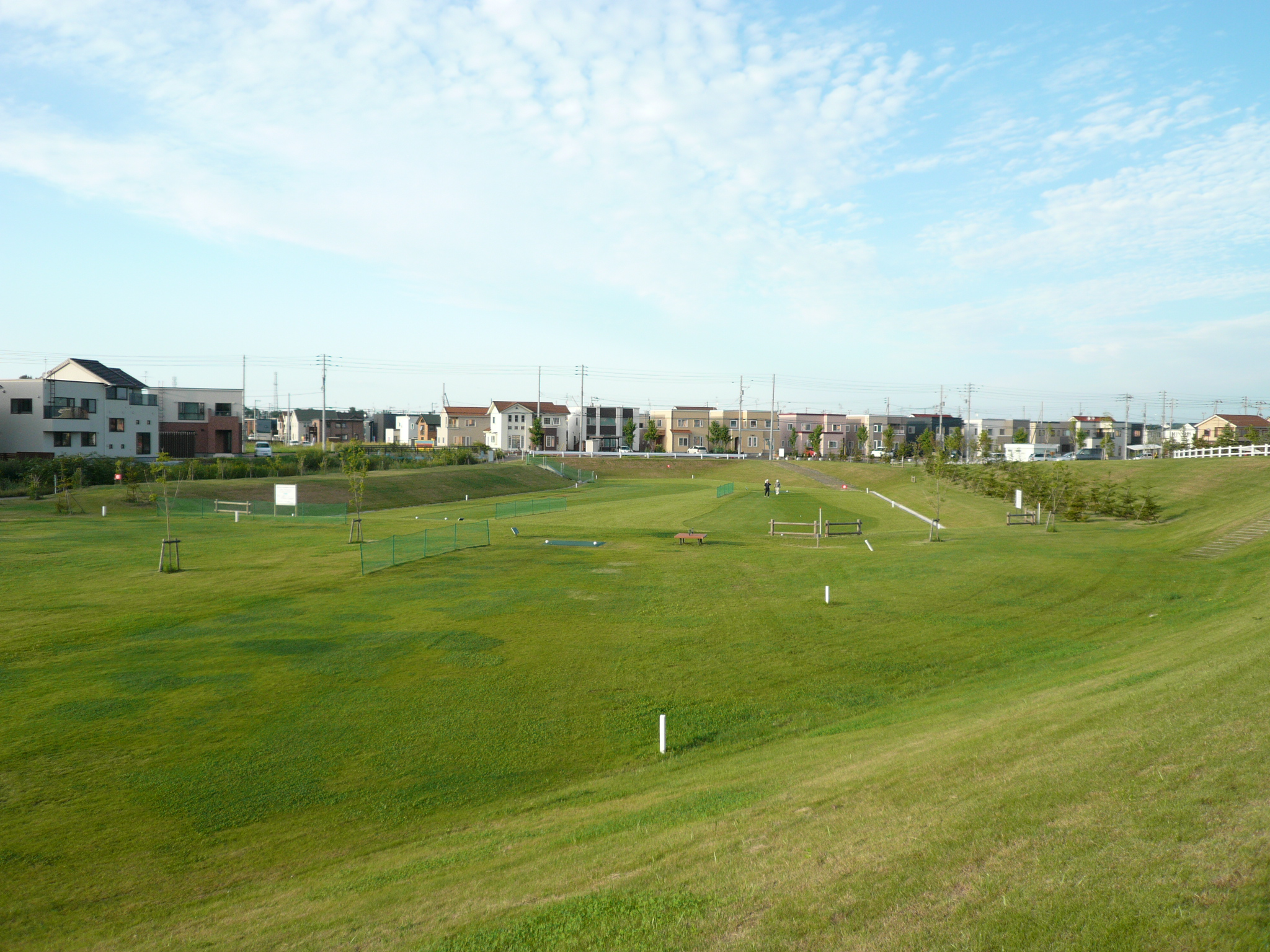
パークゴルフ場（2010年8月）
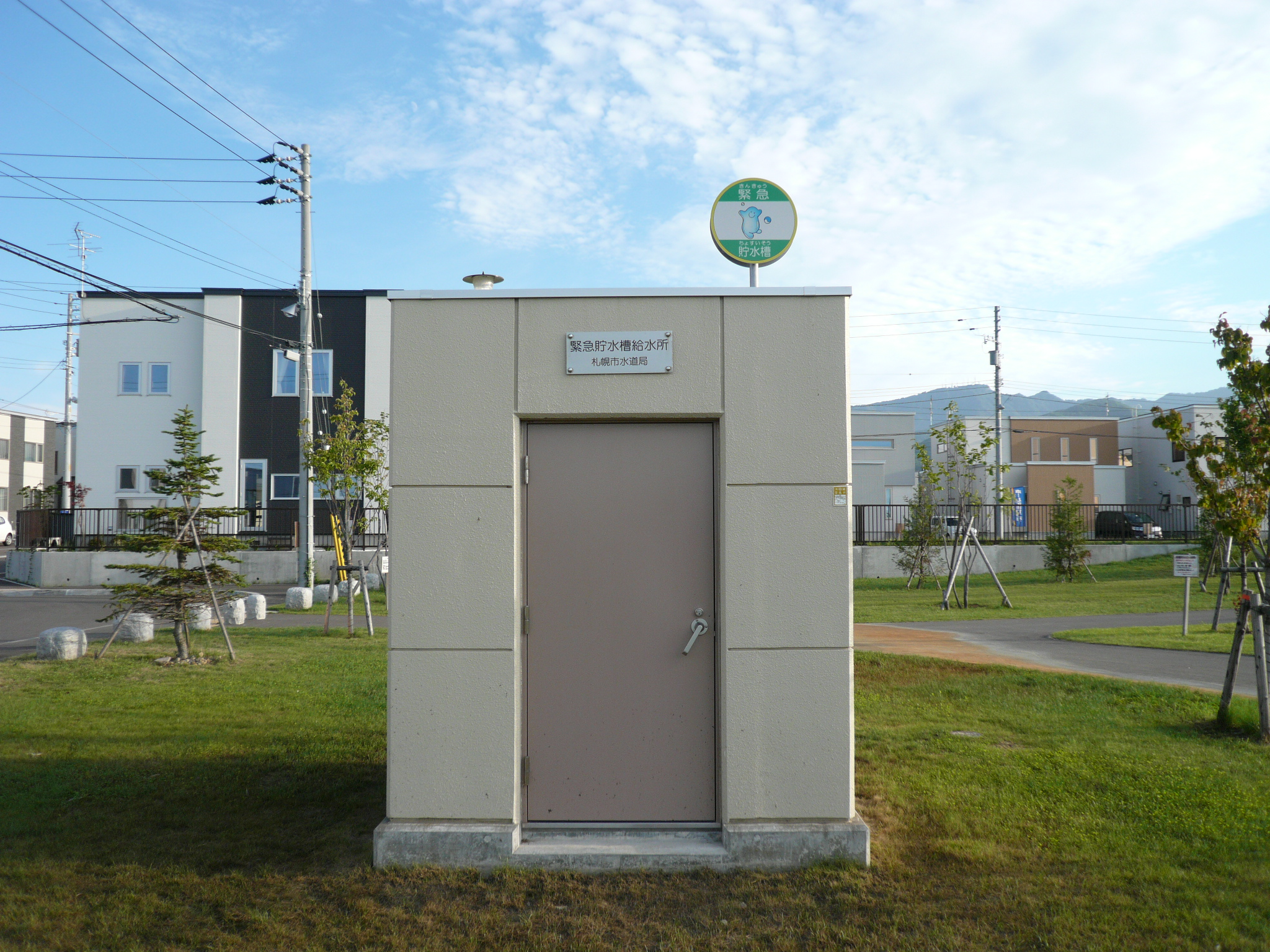
札幌市水道局緊急貯水槽･給水所（2010年8月）
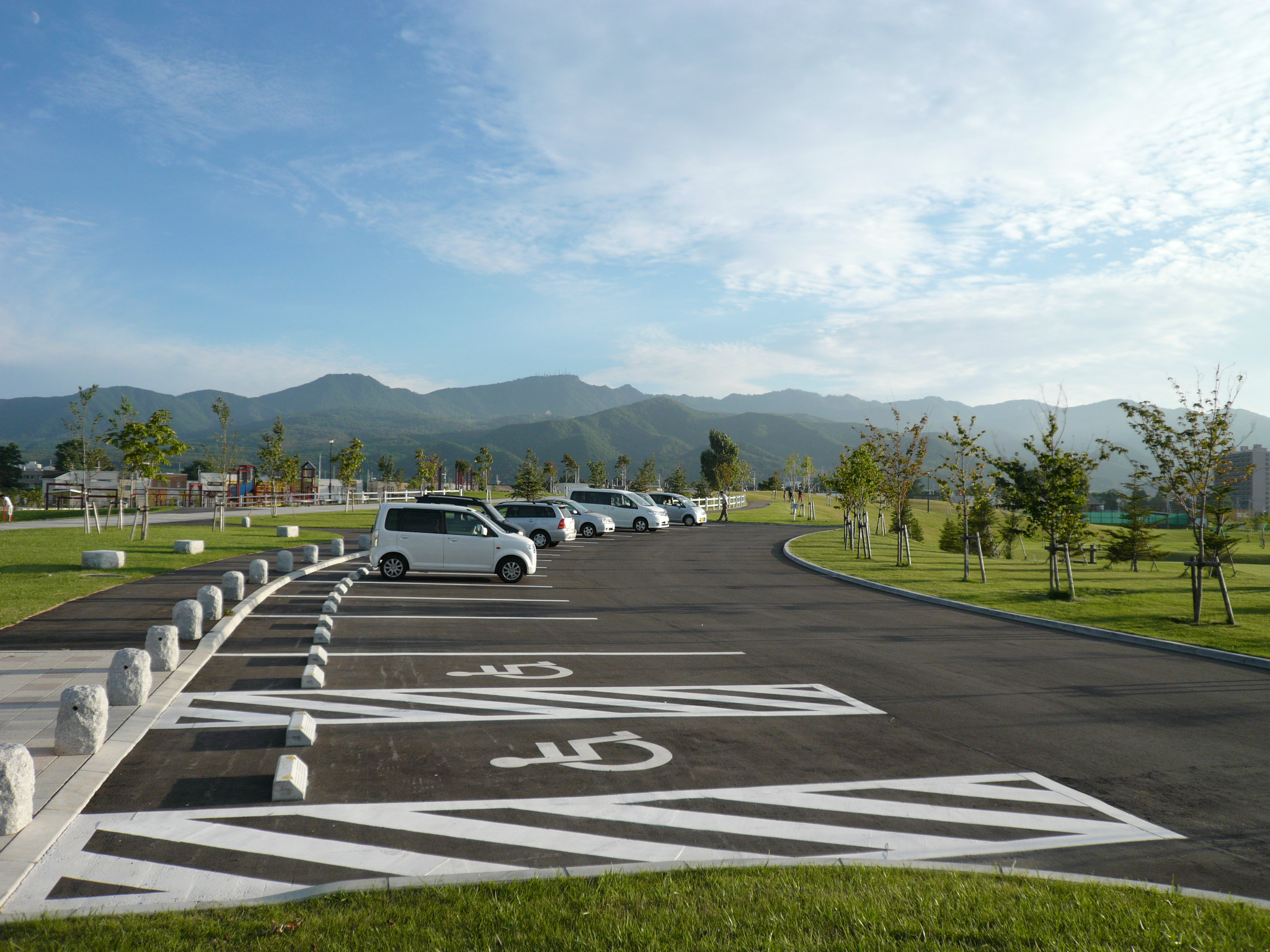
駐車場（2010年8月）